# Von der Heydt-Kulturpreis
Der von der Heydt-Kulturpreis (bis 2007 Eduard von der Heydt-Kulturpreis) ist der bedeutendste Kulturpreis der Stadt Wuppertal. Initiiert wurde er 1950 unter der Bezeichnung „Kulturpreis der Stadt Wuppertal“, 1957 wurde er in „Eduard von der Heydt-Kulturpreis der Stadt Wuppertal“ umbenannt. Er ist mit 12.500 Euro dotiert (anfangs 3000 D-Mark), zudem gibt es einen Förderpreis von 5000 Euro. Der Kulturpreis wird für Künstler in Anerkennung ihres Lebenswerks vergeben, insbesondere wenn sie mit Wuppertal und dem Bergischen Land verbunden sind. Anfänglich wurde er jährlich, seit 1989 alle zwei Jahre vergeben. Von 1950 bis 2010 wurden 100 Persönlichkeiten und Ensembles mit dem Kulturpreis ausgezeichnet.

## Geschichte

### Kontroverse um die namengebende Person, Eduard von der Heydt
Im Jahr 2006 initiierte die Else-Lasker-Schüler-Gesellschaft eine Diskussion über den Namensgeber Eduard von der Heydt, dem man enge persönliche und geschäftliche Beziehungen zum nationalsozialistischen System vorwarf. Von der Heydt sei ein aktiver Unterstützer des Regimes gewesen und habe die damalige Situation der Juden ausgenutzt, um deren Kunstschätze weit unter Preis in seinen Besitz zu bringen.
In den Vereinigten Staaten von Amerika gilt bis heute ein Bundesgesetz, das den gebürtigen Wuppertaler als „Feind der USA“ bezeichnet. Die Else-Lasker-Schüler-Gesellschaft schlug vor, den städtischen Kulturpreis statt nach einem Unterstützer der Täter nach einem Opfer zu benennen, der Dichterin Else Lasker-Schüler, einer gebürtigen Wuppertalerin. Dieses Vorhaben scheiterte.
Oberbürgermeister Peter Jung und die damalige Kulturdezernentin Marlis Drevermann gaben eine Studie bei dem bei der Stadt angestellten Historiker Michael Knieriem in Auftrag. Dieser kam nach intensiven Nachforschungen zum Schluss, dass von der Heydt zwar ein Mitläufer gewesen sei, jedoch auch jüdischen Mitbürgern geholfen habe. Peter Jung setzte die Preisverleihung für 2007 erst einmal aus. Eine Ethik-Kommission, der unter anderen die früheren Oberbürgermeister Ursula Kraus und Hans Kremendahl angehörten, sollte sich mit dem künftigen Namen des Preises beschäftigen. Sie schlug vor, den Preis in Zukunft „Von-der-Heydt“-Preis zu nennen. Den Kompromiss akzeptierte die Else-Lasker-Schüler-Gesellschaft als „kleinsten gemeinsamen Nenner“.

### Aussetzung während der COVID-19-Pandemie
2020 wurde, während der COVID-19-Pandemie in Deutschland, die Verleihung des Von der Heydt-Kulturpreises und des Förderpreises der Stadt Wuppertal ausgesetzt; die Preise wurden nicht verliehen. Stattdessen wurden das Preisgeld und das Budget für seine Verleihung denjenigen zur Verfügung gestellt, die unverschuldet in existentielle Bedrängnis geraten sind. Darunter sind Künstlerinnen und Künstler, vor allem die freien Kulturschaffenden, die auf sich allein gestellten Selbstständigen und privatwirtschaftlichen Kultureinrichtungen, gemeint. Sie sind unverschuldet in eine existenzbedrohende wirtschaftliche Krise geraten und sind auf Mittel des Solidaritätsfonds angewiesen.

## Die Preisträger
| Jahr | Verleihungstag                                                      | Kulturpreis |
| ---- | ------------------------------------------------------------------- | --- |
| 1950 | 2. Dezember 1950                                                    | - Kulturpreis: Gerhard Nebel (1903–1974), Schriftsteller und Essayist |
| 1951 | 19. Dezember 1951                                                   | - Kulturpreis: Otto Coester (1902–1990), Grafiker - Kulturpreis: Georg Meistermann (1911–1990), Maler |
| 1952 | 26. August 1952                                                     | - Kulturpreis: Fritz Christian Gerhard (1911–1993), Komponist - Kulturpreis: Erich Sehlbach (1898–1985), Komponist |
| 1953 | 13. Dezember 1953                                                   | - Kulturpreis: Ernst Bertram (1884–1957), Dichter und Schriftsteller |
| 1954 | 24. Juli 1954                                                       | - Kulturpreis: Fritz Bernuth (1904–1979), Bildhauer |
| 1955 | 12. Juli 1955                                                       | - Kulturpreis: Hans Weisbach (1885–1961), Generalmusikdirektor |
| 1956 | 1. Februar 1958                                                     | - Kulturpreis: Flora Klee-Palyi (1893–1961), Grafikerin und Übersetzerin |
| 1957 | 1. Februar 1958                                                     | - Kulturpreis: Max Burchartz (1887–1961), Maler und Grafiker |
| 1958 | 24. Januar 1959                                                     | - Kulturpreis: Heinrich Böll (1917–1985), Schriftsteller |
| 1959 | 16. Januar 1960                                                     | - Förderpreis: Wolfgang vom Schemm (1920–2003), Maler und Grafiker - Förderpreis: Ingo Schmitt (1933–2020), Komponist |
| 1960 | 13. Mai 1961                                                        | - Kulturpreis: Walter Schwagenscheidt (1886–1968), Architekt |
| 1961 | 12. Mai 1962                                                        | - Kulturpreis: Armin T. Wegner (1886–1978), Schriftsteller und Lyriker |
| 1962 | 12. Mai 1962                                                        | - Kulturpreis: Wilhelm Hüsgen (1877–1962), Bildhauer |
| 1963 | 21. März 1964                                                       | - Kulturpreis: Willi Dirx (1917–2002), Holzschneider und Illustrator |
| 1964 | 21. März 1964                                                       | - Förderpreis: Gertrud Höhler (* 1941), Lyrikerin - Förderpreis: Wilfried Reckewitz (1925–1991), Maler |
| 1965 | 13. November 1965                                                   | - Kulturpreis: Hanna Jordan (1921–2014), Bühnen- und Kostümbildnerin |
| 1966 | 14. Januar 1967                                                     | - Kulturpreis: Paul Wellershaus (1887–1976), Maler |
| 1967 | 14. Januar 1967                                                     | - Kulturpreis: Paul Pörtner (1925–1984), Schriftsteller |
| 1968 | 18. Januar 1969                                                     | - Kulturpreis: Gottfried Böhm (1920–2021), Architekt |
| 1969 | 18. Januar 1969                                                     | - Kulturpreis: Rudolf Schoofs (1932–2009), Maler |
| 1970 | 17. April 1971                                                      | - Kulturpreis: Robert Wolfgang Schnell (1916–1986), Schriftsteller |
| 1971 | 17. April 1971                                                      | - Förderpreis: Gerd Hanebeck (1939–2017), Maler - Förderpreis: Peter Brötzmann (1941–2023), Jazzmusiker |
| 1973 | 26. Mai 1973                                                        | - Kulturpreis: Kurt Horres (1932–2023), Opernregisseur |
| 1974 | 22. Februar 1975                                                    | - Kulturpreis: Helmut Hirsch (1907–2009), Historiker und Publizist |
| 1975 | 6. Februar 1976                                                     | - Kulturpreis: Karl Otto Mühl (1923–2020), Dramatiker |
| 1976 | 6. Februar 1976                                                     | - Kulturpreis: Helmut Kahlhöfer (1914–1988), Kirchenmusiker - Förderpreis: Wolfgang Schmitz (1934–2017), Maler und Zeichner |
| 1977 | 11. Februar 1978                                                    | - Kulturpreis: Günther Blau (1922–2007), Maler - Förderpreis: Rolf Löckmann (* 1942), Fotograf |
| 1978 | 16. Dezember 1978                                                   | - Kulturpreis: Alfred Leithäuser (1898–1979), Maler - Kulturpreis: Pina Bausch (1940–2009), Choreografin - Förderpreis: Udo Meyer (* 1939), Bildhauer |
| 1979 | 25. August 1979                                                     | - Kulturpreis: Gerhard Deimling (1934–2017), Sozialwissenschaftler - Förderpreis: Detlef Schönenberg (1944–2022), Musiker |
| 1980 | 22. November 1980                                                   | - Kulturpreis: Hanns-Martin Schneidt (1930–2018), Generalmusikdirektor - Förderpreis: Dietrich Maus (* 1942), Maler |
| 1981 | 11. Dezember 1981                                                   | - Kulturpreis: Ralf Michael Erich Streuf (* 1950), Grafiker und Musiker - Kulturpreis: Alfred Miersch (* 1951), Schriftsteller |
| 1982 | 20. März 1982                                                       | - Kulturpreis: Hermann Schulz (* 1938), Verleger |
| 1983 | 4. Februar 1984                                                     | - Förderpreis: Peter Beicken (* 1943), Lyriker und Germanist - Förderpreis: Boris Schmitz (* 1962), Geiger |
| 1984 | 21. September 1984                                                  | - Kulturpreis: Peter Kowald (1944–2002), Free-Jazz-Musiker |
| 1985 | 25. Januar 1985                                                     | - Kulturpreis: Ursula von Reibnitz (1915–1990), Schauspielerin - Förderpreis: Graziella Drößler (1953–2023), Malerin |
| 1986 | 17. Mai 1987                                                        | - Kulturpreis: Ute Klophaus (1940–2010), Fotografin - Förderpreis: Volker Anding (* 1950), Multimedia-Künstler |
| 1987 | 27. September 1987                                                  | - Kulturpreis: Ulrich Leyendecker (1946–2018), Komponist - Förderpreis: Bettina Mauel (* 1959), Malerin - Förderpreis: Geerd Moritz (* 1947), Fotograf |
| 1988 | 14. Januar 1989                                                     | - Kulturpreis: Tony Cragg (* 1949), Bildhauer - Förderpreis: Ulrike Arnold (* 1950), Malerin - Förderpreis: St. Martens-Quartett, Musikensemble bestehend aus: - Dirk Hegemann (* 1969) - Rebecca Buntrock (* 1968) - Annette Fieguth (* 1970) - Manuel von der Nahmer (* 1970)                                                        |
| 1989 | 18. Juni 1989                                                       | - Kulturpreis: Wolfgang Köllmann (1925–1997), Sozial- und Wirtschaftshistoriker - Förderpreis: Renate Löbbecke (* 1946), Malerin - Förderpreis: Joachim Bischoff (1951–1990), Maler |
| 1991 | 13. Juli 1991                                                       | - Kulturpreis: Alice Schwarzer (* 1942), Feministin und Journalistin - Förderpreis: Andreas Junge (1959–2009), Maler - Förderpreis: Ulrich Zaum (* 1954), Dramatiker |
| 1993 | 24. April 1993                                                      | - Kulturpreis: Wuppertaler Tanztheater, Tanzensemble - Förderpreis: Peter Schmersal (* 1952), Maler |
| 1995 | 24. Februar 1996                                                    | - Kulturpreis: Peter Gülke (* 1934), Generalmusikdirektor - Förderpreis: Johannes Busmann (* 1961), Verleger und Publizist - Förderpreis: Michael Müller (* 1962), Verleger und Publizist |
| 1997 | 16. November 1997                                                   | - Kulturpreis: Wolfgang Schmitz (1934–2017), Maler und Zeichner - Förderpreis: Nicole Aders (* 1967), Fotografin |
| 1999 | 1. November 1999                                                    | - Kulturpreis: Wuppertaler Kurrende (gegründet 1924), Knabenchor - Förderpreis: Matthias Schlubeck (* 1973), Panflötist |
| 2001 | 29. November 2001                                                   | - Kulturpreis: Tom Tykwer (* 1965), Regisseur - Förderpreis: Diemut Schilling (* 1965), Bildhauerin |
| 2003 | 7. Dezember 2003                                                    | - Kulturpreis: Wolf Erlbruch (1948–2022), Grafik-Designer und Illustrator - Förderpreis: Tamara Grcic (* 1964), Kultur-Anthropolin und Fotografin |
| 2005 | 23. Januar 2006                                                     | - Kulturpreis: Peter Brötzmann (1941–2023), Jazzmusiker - Förderpreis: Chrystel Guillebeaud (* 1971), Tänzerin und Choreographin - Förderpreis: Chun-Hsien Wu (* 1967), Tänzer und Choreograph |
| 2007 | Ausgesetzt wegen der Kontroverse um die Person Eduard von der Heydt | Ausgesetzt wegen der Kontroverse um die Person Eduard von der Heydt |
| 2008 | 11. Januar 2009                                                     | - Kulturpreis: Michael Zeller (* 1944), Schriftsteller - Förderpreis: Barbara Buntrock (* 1982), Violinistin |
| 2010 | 17. Januar 2011                                                     | - Kulturpreis: Toshiyuki Kamioka (* 1960), Dirigent des Wuppertaler Sinfonieorchester - Förderpreis: Christoph Iacono (* 1972), Musiker |
| 2012 | 2. Dezember 2012                                                    | - Kulturpreis: Anne Linsel (* 1942), Journalistin und Filmemacherin - Förderpreis: Roswitha Dasch (* 1963), Musikerin |
| 2014 | 23. November 2014                                                   | - Kulturpreis: Peter Pabst (* 1944), Bühnen- und Kostümbildner - Förderpreis: Medienprojekt Wuppertal, Jugendvideoarbeit |
| 2016 | 30. Oktober 2016                                                    | - Kulturpreis: Bazon Brock (* 1936), Künstler und Kunsttheoretiker - Förderpreis: Roman Babik (* 1981), Jazz-Pianist |
| 2018 | 4. November 2018                                                    | - Kulturpreis: Eugen Egner (* 1951), Autor, Zeichner und Musiker - Förderpreis: inklusives Theaterprojekt Glanzstoff, Der Verein hat er es sich zur Aufgabe gemacht, Menschen mit Handicap die Möglichkeit zu geben, Kultur selbstbewusst und unter professionellen Bedingungen gemeinsam mit nicht-behinderten Menschen zu gestalten. |
| 2020 | Ausgesetzt zugunsten der Kulturszene in der COVID-19-Pandemie       | Ausgesetzt zugunsten der Kulturszene in der COVID-19-Pandemie |
| 2022 | 25. September 2022                                                  | - Kulturpreis: Susanne Kessler (* 1955), Bildende Künstlerin - Förderpreis: Maria Basel (* 1990), Sängerin und Komponistin |
| 2024 | ausstehend                                                          | - Kulturpreis: Lutz-Werner Hesse (* 1955), Komponist, Musikwissenschaftler und Hochschullehrer - Förderpreis: Hank Zerbolesch (* 1981), Schriftsteller |